# 中弗里斯科 (新墨西哥州)
中弗里斯科（英語：Middle Frisco）是位於美國新墨西哥州卡特倫縣的普查規定居民點。

## 人口
根據2020年美國人口普查的數據，中弗里斯科的面積為1.56平方千米，當中陸地面積為1.41平方千米，而水域面積為0.14平方千米。當地共有人口51人，而人口密度為每平方千米32.69人。